# Los Ríos (provincie)
Los Ríos is een provincie in het westen van Ecuador. De hoofdstad van de provincie is Babahoyo. 
De provincie heeft een oppervlakte van 7151 km². Naar schatting zijn er 899.632 inwoners in 2018.

## Kantons
Los Ríos is verdeeld in dertien kantons. Achter elk kanton wordt de hoofdplaats genoemd.
| Nr. | Kanton      | Inwoners | Oppervlakte | Hoofdplaats             | Inwoners |
| --- | ----------- | -------- | ----------- | ----------------------- | -------- |
| 1   | Baba        | 45.296   | 516 km²     | Baba                    | 6.746    |
| 2   | Babahoyo    | 178.509  | 1.076 km²   | Babahoyo                | 98.251   |
| 3   | Buena Fé    | 74.410   | 569 km²     | San Jacinto de Buena Fé | 46.779   |
| 4   | Mocache     | 42.026   | 562 km²     | Mocache                 | 9.535    |
| 5   | Montalvo    | 28.354   | 362 km²     | Montalvo                | 16.248   |
| 6   | Palenque    | 24.354   | 570 km²     | Palenque                | 7.258    |
| 7   | Puebloviejo | 40.961   | 336 km²     | Puebloviejo             | 9.646    |
| 8   | Quevedo     | 206.008  | 303 km²     | Quevedo                 | 177.792  |
| 9   | Quinsaloma  | 19.470   | 280 km²     | Quinsaloma              | 6.161    |
| 10  | Urdaneta    | 33.151   | 377 km²     | Catarama                | 7.216    |
| 11  | Valencia    | 51.509   | 707 km²     | Valencia                | 22.996   |
| 12  | Ventanas    | 73.211   | 531 km²     | Ventanas                | 41.531   |
| 13  | Vinces      | 80.909   | 603 km²     | Vinces                  | 35.064   |

| Detailkaart |
| ----------- |
|             |
| Kantons     |